# Leuckartiara octona
Leuckartiara octona är en nässeldjursart som först beskrevs av Fleming 1823.  Leuckartiara octona ingår i släktet Leuckartiara och familjen Pandeidae. Det är osäkert om arten förekommer i Sverige. Inga underarter finns listade i Catalogue of Life.